# Kevin B. Winebold
Kevin B. Winebold (nascido em 17 de junho de 1979) é um diretor musical e ator em  Nova York.
Kevin Winebold foi diretor musical dos espetáculos Kiss Me, Kate, The Irish… e How They Got That Way, e The Threepenny Opera . Frequentemente requisitado como pianista, Kevin participou de alguns programas de televisão tais como On the Case, com Paula Zahn e Celebrity Ghost Stories, e nos filmes The Letter e Vengeance .

## Início de sua carreira
Kevin Brian Winebold nasceu em 17 de junho de 1979,  na cidade de Elmira, Estado de Nova Iorque, Estados Unidos. Ele estudou na Southside High School em 1997, e depois se graduou na Ithaca College e obteve seu bacharelado em teatro na Elmira College em 2004.  A tese de Kevin foi sobre o dramaturgo Terrence McNally, cuja peça Master Class ele próprio mais tarde estrelou.  Nativo de Pine City (Nova York), Kevin praticou teatro musical na Irlanda, Japão e Coréia antes de voltar para casa.

## Carreira no Teatro
Em 2006, Kevin foi diretor musical no Lakes Region Summer Theatre. Ele foi indicado como o Melhor Diretor Musical daquele ano pelo New Hampshire Theatre Awards por seu trabalho em  Kiss Me, Kate . Posteriormente, ele se tornou o acompanhante de ensaio e membro de um elenco no concerto "Camelot" na Broadway através de amizade mútua com o diretor musical,  e também foi destaque nos shows da Broadway de "Oliver!" (Incluindo acompanhamento de ensaio), "Something Wonderful", e "Broadway Backwards 8". Ele é membro da Actors' Equity Association. Ele se tornou diretor musical de On the Town no Jean's Playhouse em 2009.
Ele foi selecionado como diretor musical para o relançamento em 2010 de The Irish... and How They Got That Way]] Off-Broadway, peça reencenada para homenagear o aniversário de morte de um ano do dramaturgo  Frank McCourt  em 19 de julho .   Kevin tanto atuou no elenco quanto sucedeu o falecido Rusty Magee, o arranjador musical da peça e diretor musical anterior.
Previsto  a partir de 14 de julho e programado para ser realizado de 22 de julho a 5 de setembro,  o programa foi estendido até 26 de setembro devido ao grande entusiasmo observado  nos comentários e respostas. Kevin tocou piano e sanfona,   e também dirigiu o elenco, incluindo o uso de colheres como instrumentos de percussão .
Kevin retratou o cantor de rua e pianista Rusk Greene na retrospectiva da Great Depression no Southern Crossroads no Totem Pole Playhouse em Fayetteville, Pensilvânia, em agosto de 2011, e foi diretor musical de Little Women no Long Island 's Secret Theatre em Dezembro de 2011. Ele também apareceu no Disney's High School Musical no Interlakes Auditorium em Meredith, New Hampshire, para o Interlakes Summer Theatre, um teatro que só apresenta peças durante o verão americano. Ele retornou ao Interlakes Theatre para ser o diretor musical em Always, Patsy Cline, de 19 a 20 de novembro de 2011, e reprisou o show no Concord City Auditorium, de 21 a 22 de abril de 2012. Como o regente do show, ele liderou ao vivo uma banda de integrantes, e realizou seu próprio acompanhamento no piano.
No Off-Broadway Marvell Repertory Theatre em 2012, Kevin atuou como diretor musical do The Threepenny Opera, nomeado para Outstanding Revival of a Musical pelo Drama Desk Awards, uma categoria que incluiu várias produções da Broadway também. Kevin também atuou como membro do conjunto Jimmy Jr. na peça popular de Bertolt Brecht e Kurt Weill .
Ele então retratou o espantado acompanhante de Maria Callas, "Manny", na Master Class de Terrence McNally, no Musical Theatre of Connecticut em 2013,    baseado em gravações das seletas classes de Juilliard de Callas em 1971. e 1972. Kevin estrelou o musical de protesto Off-Broadway The Bonus Army em setembro de 2013. Ele também se apresentou no Tin Pan Alley da Off-Broadway e na produção de Henry V da Marvell Rep. Ele serviu como diretor musical de Jim Brochu 's one-man show Character Man em 2013 (juntamente com acompanhamento de piano),  para o maio 2014 Birthright Israel Alumni musical Cabaret,  e para Warp Speed: a Sci Fi Parody Musical para o Midtown International Theatre Festival, de 1 a 10 de agosto de 2014.

## Cinema e televisão
Kevin estrelou "The Final Act", um episódio do documentário Fatal Encounters, da Investigation Discovery, interpretando Charles Yukl, diretor musical e pianista, considerado um sociopata . O episódio foi transmitido em janeiro de 2014.
Kevin também é especialista em retratar assassinos em série  e teve vários desses papéis de reencenação de crimes verdadeiros para a mesma rede. Para a oitava temporada de On the Case com Paula Zahn em 2013, ele estrelou como Chris Lang em "Nine Days of Terror"  e Gerald Powers em "A Fateful Decision". Suas outras aparições incluem os shows Celebrity Ghost Stories  e Funny or Die Presents, assim como os comerciais de TV da Canon Inc. e outras marcas.
Ele estrelou a tese de Oded Naaman, When Sunny Gets Blue, em 2013, uma "peculiar jornada de pianistas de jazz com personagens estranhos" criada para o 26º Festival de Cinema da Universidade de Columbia. Ele interpretou Sam na paródia de Karen Goldfarb em Casablanca, Here Lookin 'at You, Kid, que estreou mundialmente no Festival de Cinema de Cannes de 2014. Ele também teve papéis nos filmes The Letter, com Winona Ryder (2012) e Vengeance (2013).

## Música
Como membro do Essential Voices USA Kevin se apresentou em seis concertos no Carnegie Hall, e no Rockefeller Center Christmas Tree Lighting da NBC, e foi o acompanhante da First Presbyterian Church 2011 no Throggs Neck Christmas.  Ele foi o regente associado para as turnês nacionais de "The Wedding Singer" e "Footloose", e regente para a turnê de " All Shook Up ".
Ele é membro do  Associated Musicians of Greater New York (Federação Americana de Músicos Locais 802). Sua coluna semanal "The Audition Playlist" (2012-2013) para Diretores de Música de Teatro, aconselhando cantores em seleções de audição e cerimonial, foi citada como um recurso para tal habilidade pela credenciada VIDLA  (Vocalist International Distance Learning Academy) do Reino Unido. Ele também é assistente administrativo no New York Pops.
Além de atuação e direção musical, Kevin atualmente atua como treinador de acompanhamento e vocal em Nova York,  e aspira a tocar em um boxe de orquestra da Broadway. Ele também é um dançarino de sapateado com Ya'el Tap Dance Company, de Julie Rubin .

## Receptividade
A direção de Kevin em The Irish... and How They Got That Way foi revisada positivamente como um "toque cômico" durante o "No Irish Need Apply", um “trabalho perfeito" enquanto tocava vários instrumentos, e "um mosaico variado de música e fala". O revisor David Finkle afirmou que "as cantigas reverenciadas são vigorosamente acompanhadas pelo diretor musical Kevin B. Winebold". O The Irish Examiner disse: "É simplesmente brilhante e não para por um minuto". A música e o canto são soberbos e bem feitos. "
Simon Saltzman declarou que kevin dirigiu musicalmente "a melhor The Threepenny Opera que eu já vi... Era o aniversário de Bertolt Brecht. Que mimo ter a partitura tocada tão habilmente e com tanto talento por sete músicos soberbos. Além disso, e não por acaso, foi maravilhoso ouvir tanto cantar excelente sem recursos eletrônicos. " 

## Link externo
- Sítio oficial